# Drepanacra yunnanica
Drepanacra yunnanica är en insektsart som beskrevs av C.-k. Yang 1986. Drepanacra yunnanica ingår i släktet Drepanacra och familjen florsländor. Inga underarter finns listade i Catalogue of Life.